# Батлухский сельсовет
Батлухский сельсовет — административно-территориальная единица и муниципальное образование со статусом сельского поселения в Шамильском районе Дагестана Российской Федерации.
Административный центр — село Нижний Батлух.

## Население
| 2002  | 2010  | 2012  | 2013  | 2014  | 2015  | 2016  |
| ----- | ----- | ----- | ----- | ----- | ----- | ----- |
| 1809  | ↘1528 | ↘1521 | ↗1539 | ↗1541 | ↗1549 | ↗1555 |
| 2017  | 2018  | 2019  | 2020  | 2021  | 2023  | 2024  |
| ↗1587 | ↗1618 | ↗1649 | ↗1673 | ↗2160 | ↗2186 | ↗2212 |
| 2025  |       |       |       |       |       |       |
| ↗2237 |       |       |       |       |       |       |

## Состав
| № | Населённый пункт | Тип населённого пункта       | Население |
| - | ---------------- | ---------------------------- | --------- |
| 1 | Заната           | село                         | ↗275      |
| 2 | Нижний Батлух    | село, административный центр | ↗1885     |